# لوئیس گارسیا
لوئیس گارسیا (اسپانیایی: Luis García Postigo‎؛ زادهٔ ۱ ژوئن ۱۹۶۹) بازیکن فوتبال اهل مکزیک بود.
از باشگاه‌هایی که در آن بازی کرده‌است می‌توان به باشگاه فوتبال گوادالاخارا، باشگاه فوتبال رئال سوسیداد، باشگاه فوتبال اتلتیکو مادرید و باشگاه فوتبال اونیورسیداد ناسیونال اشاره کرد.
وی همچنین در تیم ملی فوتبال مکزیک بازی کرده‌است.

## واکنش عجیب در سمت مربیگری
لویس گارسیا، سرمربی آلاوس، پس از دریافت گل در دقیقه 92 در بازی برابر رئال مادرید که یک امتیاز را از آلاوس گرفت، متاسفانه حرکات عجیبی از خود به نمایش گذاشت . 